# Mohamed Makahasi
Mohamed Makahasi (en arabe : محمد مكعازي) né le 5 février 1995 à Martil, est un footballeur international marocain, qui évolue au poste de milieu de terrain au Raja Club Athletic.
Il commence sa carrière footballistique en rejoignant le centre de formation du Moghreb de Tétouan à l'âge de 7 ans. En 2018, il s'impose avec l'équipe première et reçoit le brassard de capitaine. En 2020, il rejoint le Raja Club Athletic et gagne le championnat dès sa première saison avant d'ajouter la Coupe de la confédération et la Coupe arabe des clubs champions l'année suivante. En 2024, il est l'un des joueurs-clés de l'équipe qui remporte le doublé coupe-championnat en restant invaincu, exploit inédit dans l'histoire du football marocain. Il joue une saison avec Al-Wehda avant de revenir au Raja en 2025.

## Biographie

### Jeunesse et formation
Mohamed Makahasi voit le jour le 5 février 1995 à Martil, une cité balnéaire marocaine située au nord-est de Tétouan, au bord de la mer Méditerranée. Il commence à jouer au football dans le quartier de Hawma Jdida durant les tournois de rues organisés pendant le mois de Ramadan.
Âgé de 7 ans, il rejoint le centre de formation du Moghreb de Tétouan qui était sous la direction de Abdelouahed Benhsain, futur entraîneur de l'équipe première, qui a lui-même sollicité le père de Makahasi pour qu'il accepte d'inscrire son fils au centre.

### Moghreb de Tétouan
Le 19 avril 2013, à l'occasion de la 25e journée du championnat 2012-2013, il fait sa première apparition en équipe première en entrant en fin de match contre le CODM, match gagné sur le score de 2-0.
Après le départ de l'entraîneur Aziz El Amri, il jouera de moins en moins et se retrouvera même à jouer parfois pour l'équipe espoir. 
Le 15 mai 2016, il remporte le championnat national des espoirs, lorsque son équipe bat le Difaâ d'El Jadida et profite du match nul du Raja CA face à l'Olympique de Safi. C'est le premier titre de championnat pour les espoirs du Moghreb de Tétouan,.
Avec la venue de Abdelouahed Benhsain au poste d'entraineur en mars 2018, Mohamed Makahasi commence à avoir du temps de jeu jusqu'à ce qu'il acquiert sa place de titulaire au sein de l'équipe,. Il devient capitaine de l'équipe par la suite.

### Raja CA
Le 14 janvier 2020, et à quelques heures de la fin du mercato hivernal, Mohamed Makahasi rejoint le Raja Club Athletic en paraphant un contrat de deux saisons et demie.
Le 20 septembre, au titre de la 24e journée du championnat contre le Difaâ d'El Jadida, Makahasi inscrit son premier but avec le Raja à la 38e minute sur une passe de Mohsine Moutaouali (3-1).
Le 11 octobre, le Raja, alors en tête du classement, reçoit les FAR de Rabat lors de l'ultime journée, et a besoin d'une victoire pour remporter le championnat. Les visiteurs ouvrent le score à quelques minutes de la fin du premier carton, avant que Abdelilah Hafidi n'inscrive un doublé dont un but à la 90e minute, pour sacrer le Raja comme champion du Maroc.
Le 10 juillet 2021, le Raja CA s'impose en finale de la Coupe de la confédération face aux Algériens de la JS Kabylie et d'adjuge son troisième titre de la compétition (victoire, 2-1).
Le 15 juillet 2023 au Complexe sportif Moulay-Abdallah, le Raja dispute la finale de la Coupe du trône face à la RS Berkane, qui remporte ce match en prolongations après l'expulsion précoce de Marouane Hadhoudi et un pénalty annulé par la VAR (1-0),. 
La saison 2023-2024 voit le Raja réaliser un exploit historique en remportant le doublé coupe-championnat sans aucune défaite. Les Verts ont pourchassé l'AS FAR depuis le début de la saison jusqu'à la 29e journée quand Adam Ennafati marque le coup franc décisif à la dernière minute contre le Wydad et les propulse à la tête du classement. Le 14 juin 2024, le club s'assure le titre en s'imposant face au Mouloudia d'Oujda (0-3) et bat également le record des points avec 72 unités. Le 1er juillet, le Raja enchaîne avec une quatorzième victoire de suite en battant l'AS FAR encore une fois en finale de la Coupe du trône pour s'assurer le troisième doublé de son histoire.    

### Passage à Al-Wehda et retour
Le 27 août, il s'envole pour l'Arabie Saoudite pour rejoindre Al‑Wehda de son précèdent entraineur Josef Zinnbauer. Durant la saison 2024‑2025, il réalise 30 apparitions dont 19 titularisations. 
Le 13 juillet 2025, il fait son retour au Raja en paraphant un contrat de deux saisons.. Il est le premier recrutement après l'élection de Jawad Ziyat.

## Palmarès

### En club
| Raja Club Athletic (5) - Championnat du Maroc: - Champion en 2019-20 et 2023-24. - Vice-champion en 2020-21 et 2021-22. - Coupe du trône - Vainqueur en 2024. - Finaliste en 2023. - Coupe de la confédération - Vainqueur en 2021. - Coupe arabe des clubs champions - Vainqueur en 2020. | Moghreb de Tétouan (1) - Championnat du Maroc: - Champion en 2013-14. |

### En sélection
| Équipe nationale du Maroc (1) - Championnat d'Afrique des nations de football : - Vainqueur en 2020. | Maroc olympique - Jeux méditerranéens : - Médaillé d'or en 2013. - Jeux de la Francophonie: - Finaliste en 2013. | Maroc -20 ans - Jeux de la solidarité islamique : - Médaillé d'or en 2013. |